# Корсар (фільм)
Корсар — італійський військовий драматичний фільм 1967 року режисера Теренса Янга з Ентоні Квінном у головній ролі. Це екранізація роману Джозефа Конрада «Ровер» 1923 року.

## У ролях
- Ентоні Квінн — Пейрол
- Розанна Ск'яффіно — Арлетт
- Ріта Гейворт — Катерина
- Річард Джонсон — Реал
- Іво Гаррані — Сцевол
- Міно Доро — Дюссар
- Лучано Россі — Мішель
- Мірко Валентин — Жако
- Джованні Ді Бенедетто — лейтенант Болт
- Ентоні Доусон — капітан Вінсент

## Касові збори
Фільм невтішно показав себе в прокаті, заробивши 225 000 доларів у прокаті на міжнародному ринку і 70 000 доларів на внутрішньому ринку. Згідно з записами ABC, він зазнав загальних збитків у розмірі 1 595 000 доларів.